# Ta-Ta (supermercado de Uruguay)
Supermercados Ta-Ta es una cadena de supermercados e hipermercados de Uruguay, con presencia en territorio nacional.

## Historia
En los años sesenta la cadena de supermercados Almacenes Tía, decide instalarse en Uruguay mediante un proceso de expansión.
En un principio la empresa iba a mantener y utilizar la denominación de Almacenes TÍA para dichas tiendas, pero debido a que ese nombre ya estaba utilizado en el país, debió modificar su denominación eligiendo tata, la forma afectuosa en la cual muchos uruguayos - y latinoamericanos - llaman a sus abuelos.
Finalmente, Tata, abriría su primer tienda por departamento el 13 de junio de 1956 en la esquina de la avenida 18 de julio y Carlos Roxlo, instaurando de ese modo un  revolucionario modelo de negocio, por supuesto que desconocido para la época.
Posteriormente, a mediado de los años 90, Tata incursionaria en el supermercadismo, desarrollando un plan de expansión, aportando hacia la desentraluzacion y abriendo tiendas en el interior del país.
En 2011, dicho proceso culminó cuando se llegó al departamento número 19. En 2013 luego de la compra y adquisición, absorbió a todos los supermercados MultiAhorro, sumando nuevas sucursales y presencia en el país.

## Sucursales
Ta-Ta posee sucursales en todos los departamentos de Uruguay. Las mismas, en su mayoría se encuentran ubicadas sobre las principales avenidas y ciudades del país.  Estando también está presente en distintos centros comerciales del país, como Costa Urbana Shopping, Las Piedras Shopping, Mercado Agrícola, Tres Cruces, entre otros. En todas sus sucursales cuentan con una pequeña división de MultiAhorro Hogar. 
| Departamentos  | Nº de Sucursales |
| -------------- | ---------------- |
| Artigas        | 1                |
| Canelones      | 6                |
| Cerro Largo    | 1                |
| Colonia        | 4                |
| Durazno        | 1                |
| Florida        | 1                |
| Flores         | 1                |
| Lavalleja      | 1                |
| Maldonado      | 3                |
| Montevideo     | 33               |
| Paysandú       | 4                |
| Río Negro      | 1                |
| Rivera         | 2                |
| Rocha          | 2                |
| Salto          | 2                |
| San José       | 1                |
| Soriano        | 1                |
| Tacuarembó     | 3                |
| Treinta y Tres | 1                |
| Nombre           | Ciudad               |
| ---------------- | -------------------- |
| Hiper Artigas    | Artigas              |
| Hiper Canelones  | Ciudad de Canelones  |
| Hiper Piedras    | Las Piedras          |
| Hiper Durazno    | Durazno              |
| Hiper Trinidad   | Trinidad             |
| Hiper Melo       | Melo                 |
| Hiper Cerro      | Cerro de Montevideo  |
| Hiper Paysandú   | Ciudad de Paysandú   |
| Hiper Salto      | Ciudad de Salto      |
| Hiper Mercedes   | Mercedes             |
| Hiper Tacuarembó | Ciudad de Tacuarembó |

### Ta-TaExpress
Ta-Ta fue uno de los primeros en incursionar en la moda de minimercados express, esto fue debido a la adquisición de las sucursales de Multi Ahorro Express, las cuales fueron posteriormente modificadas y ampliado la presencia de estas sucursales, principalmente en los barrios céntricos de Montevideo.

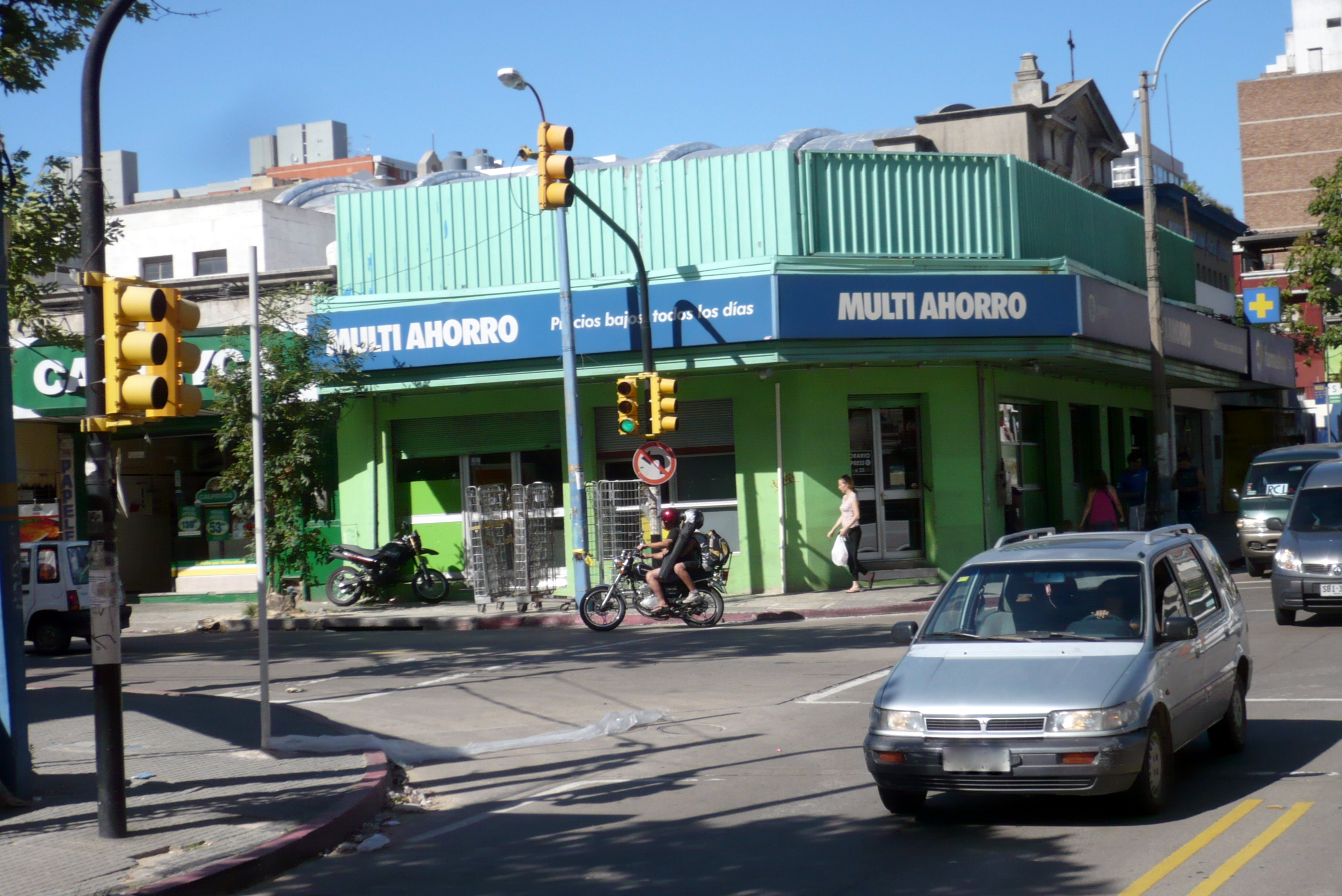
Una sucursal de Multi Ahorro express en Montevideo, antes de ser absorbida por Ta-Ta.

| Sucursal               | Ubicación            |
| ---------------------- | -------------------- |
| Express Agraciada      | Arroyo Seco          |
| Express San Martín     | Aguada               |
| Express Canelones      | Centro de Montevideo |
| Express San José       | Centro de Montevideo |
| Express Constituyente  | Centro de Montevideo |
| Express Río Branco     | Centro de Montevideo |
| Express Avenida Italia | Malvín               |
| Express Libertad       | Pocitos              |
| Express Buceo          | Buceo                |
| Express Gral Flores    | Ituzaingó            |

## Servicios
- Tarjeta Plus: una tarjeta de beneficios que para todos los clientes de Ta-Ta, como también de  otras empresas del Grupo Ta-Ta.[3]